# 范约翰 (长老会)
范约翰（John Marshall Willoughby Farnham，1829年-1917年），美北长老会派往中国的传教士。
1860年3月，范约翰和妻子范玛利到达上海，在大南门外陆家浜创办清心男塾（Lowrie Institute，今上海市市南中学），次年又创办清心女塾（the Mary Farnham Girls' School，今上海市第八中学），学生多是太平天国战乱避难来沪的难民儿童。上海第一长老会的教堂长期在清心书院内，信徒也大多是清心书院的师生。直到1919年礼拜堂才从学校迁出，另在附近的大佛厂街（今大昌街30号）建造清心堂，至今仍在使用。
1888年，范约翰在虹口靶子路（今武进路）住宅中开设布道礼拜，1890年他在虹口中虹桥元芳路(今商丘路)源芳里租两间厢房，供商务印书馆职工礼拜（此處有疑。商務印書館成立於1897年。或為美華書館職工），成立虹口长老会堂，1892年迁址汉壁礼路(今汉阳路)永祥里。1894年范约翰休假回国，聘浙江新市长老会俞国桢牧师负责。俞国桢提倡中国教会自立，组建闸北自立长老会堂，先后迁址海宁路、克能海路(今康乐路)口，以及商务印书馆附近的宝通路340号。后来宝通路闸北堂又回到长老会，至今仍在使用。
19世纪70、80年代，范约翰还在上海陆续创办《圣书新报》（Bible News，1871年）、《小孩月报》（Child’s Paper，1875年）、《画图新报》等刊物。他还在《格致汇编》上发表过科学文章。1912年2月，他在上海给孙中山写信，建议他借外债、发行国债来筹得款项。